# Élections municipales de 2020 à Saint-Pierre-et-Miquelon
Les élections municipales ont lieu le 15 mars 2020 à Saint-Pierre-et-Miquelon.

## Maires sortants et maires élus
| Commune           | Population | Maire sortant    | Parti | Parti | Maire élu          | Parti | Parti       |
| ----------------- | ---------- | ---------------- | ----- | ----- | ------------------ | ----- | ----------- |
| Miquelon-Langlade | 591        | Danièle Gaspard  |       | DIV   | Franck Detcheverry |       | SE puis CSA |
| Saint-Pierre      | 5 406      | Karine Claireaux |       | EPC   | Yannick Cambray    |       | CSA         |

## Résultats

### Saint-Pierre
- Maire sortante : Karine Claireaux (EPC)
- 29 sièges à pourvoir (population légale 2017 : 5 406 habitants)[2]

|                          |                          |                          |              |              |        |        |  |  |  |
| Tête de liste            | Tête de liste            | Liste                    | Premier tour | Premier tour | Sièges | Sièges |  |  |  |
| Tête de liste            | Tête de liste            | Liste                    | Voix         | %            | CM     |        |  |  |  |
|                          | Yannick Cambray          | CSA                      | 1 486        | 61,68        | 24     |        |  |  |  |
| Cap sur l'avenir         |                          |                          | 1 486        | 61,68        | 24     |        |  |  |  |
|                          | Karine Claireaux         | EPC                      | 923          | 38,31        | 5      |        |  |  |  |
| Ensemble pour construire |                          |                          | 923          | 38,31        | 5      |        |  |  |  |
|                          |                          |                          |              |              |        |        |  |  |  |
| Votes valides            | Votes valides            | Votes valides            | 2 409        | 94,18        |        |        |  |  |  |
| Votes blancs             | Votes blancs             | Votes blancs             | 74           | 2,89         |        |        |  |  |  |
| Votes nuls               | Votes nuls               | Votes nuls               | 75           | 2,93         |        |        |  |  |  |
| Total                    | Total                    | Total                    | 2 558        | 100          | 29     |        |  |  |  |
| Abstention               | Abstention               | Abstention               | 1 936        | 43,08        |        |        |  |  |  |
| Inscrits / participation | Inscrits / participation | Inscrits / participation | 4 494        | 56,92        |        |        |  |  |  |

### Miquelon-Langlade
- Maire sortante : Danièle Gaspard
- 15 sièges à pourvoir (population légale 2017 : 591 habitants)[6]
- Élection au scrutin majoritaire

Il n'y a aucun candidat, au premier comme au second tour. Le 10 juin, une délégation spéciale est mise en place par la préfecture pour gérer provisoirement la commune en attendant des élections. Un scrutin est envisagé pour le 13 septembre et des candidats se sont fait connaître.
À l'issue du scrutin du 13 septembre, le nombre de candidats élus au premier tour de l’élection municipale partielle intégrale est inférieur au nombre total de sièges de conseillers municipaux à pourvoir, avec onze sièges sur quinze. Aussi, les électeurs de la commune de Miquelon-Langlade sont convoqués à un second tour de scrutin le dimanche 20 septembre 2020 en vue de procéder à l’élection de quatre conseillers municipaux.
Cependant, fort de ses 11 conseillers déjà élus, le conseil municipal a pu se réunir le 18 septembre 2020 et a élu maire Franck Détcheverry.